# University Park, Texas
University Park là một thành phố thuộc quận Dallas, tiểu bang Texas, Hoa Kỳ. Năm 2010, dân số của xã này là 23068 người.

## Dân số
- Dân số năm 2000: 23324 người.
- Dân số năm 2010: 23068 người.